# デヴィッド・マレット
デヴィッド・ヴィクター・マーク・マレット（David Victor Mark Mallet、1945年12月17日 - ）は、サリー州ウェスト・ホースレー生まれのイギリスの映像監督。1970年代末に、新たなフォーマットとして登場したミュージック・ビデオの監督として有名になり、スコット・ミラニー (Scott Millaney)、ブライアン・グラント、ラッセル・マルケイと共同で設立したMGMMの事業で大きな成功を収めた。1980年代には、大きな人気を博した多数のビデオで革新的な作品を生み出し、当時のミュージック・ビデオ監督として最も人気があるひとりとなった。彼が手がけたビデオ作品の中には、アイアン・メイデンの「誇り高き戦い」、デヴィッド・ボウイの「アッシュズ・トゥ・アッシュズ」や「レッツ・ダンス」、ラッシュの「彼方なる叡知が教えるもの (Distant Early Warning)」、クイーンの「RADIO GA GA」や「ブレイク・フリー（自由への旅立ち）」などがある。テレビプロデューサーとして関わった番組には、『The Kenny Everett Video Show』などがある。また、ソプラノ歌手サラ・ブライトマンのコンサート録音をはじめ、46664やシルク・ドゥ・ソレイユのような音楽ライブやスペクタクルの監督も務めている。さらに、ピンク・フロイドの『Pulse』や、U2の『PopMart: Live from Mexico City』の監督も務めた。

## ビデオグラフィ

### ミュージック・ビデオ
- クイーン「バイシクル・レース (Bicycle Race)」 (1978)
- ブロンディ「ハンギング・オン・ザ・テレフォン (Hanging on the Telephone)」 (1978)
- ブームタウン・ラッツ「ラット・トラップ (Rat Trap)」 (1979)
- デヴィッド・ボウイ「ボーイズ・キープ・スウィンギング (Boys Keep Swinging)」 (1979)
- デヴィッド・ボウイ「D.J. (DJ)」 (1979)
- デヴィッド・ボウイ「怒りをこめてふり返れ (Look Back in Anger)」 (1979)
- ピーター・ガブリエル「ゲームズ・ウィズアウト・フロンティアーズ (Games Without Frontiers)」 (1980)
- デヴィッド・ボウイ「アッシュズ・トゥ・アッシュズ (Ashes to Ashes)」 (1980) - デヴィッド・ボウイとの共同監督
- デヴィッド・ボウイ「ファッション (Fashion)」 (1980)
- ブームタウン・ラッツ「哀愁のマンデイ (I Don't Like Mondays)」 (1980)
- ローリング・ストーンズ「エモーショナル・レスキュー (Emotional Rescue」(Version 2))  (1980)
- ローリング・ストーンズ「氷のように (She's So Cold)」 (1980)
- クイーン & デヴィッド・ボウイ「アンダー・プレッシャー (Under Pressure)」 (1981)
- デヴィッド・ボウイ「野生の息吹き (Wild Is the Wind)」 (1981)
- デフ・レパード「フォトグラフ (Photograph)」 (1982)
- デフ・レパード「ロック・オブ・エイジ (Rock of Ages)」 (1982)
- ビリー・アイドル「ホワイト・ウェディング (White Wedding)」 (1982)
- トイヤ (Toyah)「Brave New World」 (1982)
- デフ・レパード「フーリン (Foolin')」 (1983)
- デヴィッド・ボウイ「レッツ・ダンス (Let's Dance)」 (1983)
- デヴィッド・ボウイ「チャイナ・ガール (China Girl)」 (1983)
- ティナ・ターナー「レッツ・ステイ・トゥゲザー (Let's Stay Together)」 (1983)
- クイーン「RADIO GA GA (Radio Ga Ga)」 (1984) - 撮影は1983年
- デフ・レパード「涙のハートブレイク (Bringin' On the Heartbreak)」 (1984)
- ラッシュ「彼方なる叡知が教えるもの (Distant Early Warning)」 (1984)
- デフ・レパード「ミー・アンド・マイ・ワイン (Me and My Wine)」 (1984)
- スコーピオンズ「ハリケーン (en:Rock You Like a Hurricane" (1984)
- クイーン「ブレイク・フリー（自由への旅立ち） (I Want to Break Free)」 (1984)
- クイーン「ハマー・トゥ・フォール (Hammer to Fall)」 (1984)
- デヴィッド・ボウイ「ラヴィング・ジ・エイリアン (en:Loving the Alien" (1984) - デヴィッド・ボウイとの共同監督
- ビリー・アイドル「アイズ (Eyes Without a Face)」 (1984)
- ビリー・アイドル「キャッチ・マイ・フォール (Catch My Fall)」 (1984)
- クール・アンド・ザ・ギャング「フレッシュ (Fresh)」 (1984)
- カルチャー・クラブ「ミステイク・ナンバー3 (Mistake No.3)」 (1984)
- フレディ・マーキュリー「ボーン・トゥ・ラヴ・ユー (I Was Born to Love You)」 (1985)
- フレディ・マーキュリー「メイド・イン・ヘヴン (Made in Heaven)」 (1985)
- デヴィッド・ボウイ&ミック・ジャガー「ダンシング・イン・ザ・ストリート (Dancing in the Street)」 (1985)
- キッス「ティアーズ・アー・フォーリン (Tears Are Falling)」 (1985)
- クイーン「リヴ・フォーエヴァー (Who Wants to Live Forever)」 (1986)
- AC/DC「狂った夜 (You Shook Me All Night Long)」 (1986)
- AC/DC「フー・メイド・フー (Who Made Who)」 (1986)
- AC/DC「ヒートシーカー (Heatseeker)」 (1987)
- フレディ・マーキュリー「ザ・グレート・プリテンダー (The Great Pretender)」 (1987)
- フレディ・マーキュリーとモンセラート・カバリェ「バルセロナ (Barcelona)」 (1987)
- クイーン「アイ・ウォント・イット・オール (I Want It All)」 (1989)
- AC/DC「サンダーストラック (Thunderstruck)」 (1990)
- AC/DC「マネートークス (Moneytalks)」 (1990)
- AC/DC「アー・ユー・レディ (Are You Ready)」 (1991)
- AC/DC「悪事と地獄 (Dirty Deeds Done Dirt Cheap)」 (1991)
- AC/DC「地獄のハイウェイ (Highway to Hell)」 (1991)
- イレイジャー「コーラス (イレイジャーの曲) (Chorus)」 (1991)
- イレイジャー「ラヴ・トゥ・ヘイト・ユー. (Love to Hate You)」 (1991)
- INXS「シャイニング・スター (Shining Star)」 (1991)
- AC/DC「ビッグ・ガン (Big Gun)」 (1993)
- ロジャー・テイラー「ナジス1994 (Nazis 1994)」 (1994)
- AC/DC「ハード・アズ・ア・ロック (Hard as a Rock)」 (1995)
- AC/DC「カヴァー・ユー・イン・オイル (Cover You in Oil)」 (1995)
- AC/DC「ハイル・シーザー (Hail Caesar)」 (1995)
- デヴィッド・ボウイ「ハロー・スペースボーイ (Hallo Spaceboy)」 (1996)
- ジャネット・ジャクソン「ユー (You)」 (1998)
- スコーピオンズ「To Be No. 1」 (1999)
- ロッド・スチュワート「ブルー・スカイ (Blue Skies)」 (2005)
- AC/DC「暴走/列車 (Rock 'n' Roll Train)」 (2008)
- AC/DC「恋の発電所 (Anything Goes)」 (2009)
- AC/DC「スリルに一撃 (Shoot to Thrill)」 (2010)
- ジョーン・ジェット「バッド・レピュテーション (Bad Reputation)」
- ジョーン・ジェット「クリムゾン&クローヴァー (Crimson and Clover)」
- ジョーン・ジェット「フェイク・フレンズ (Fake Friends)」
- ジョーン・ジェット「フレンチ・ソング (French Song)」
- ジョーン・ジェット「ドゥ・ユー・ワナ・タッチ・ミー (Do You Wanna Touch Me (Oh Yeah))」
- ジョーン・ジェット「エヴリデイ・ピープル (Everyday People)」
- ジョーン・ジェット「アイ・ラヴ、ユー・ラヴ、ミー・ラヴ (I Love You Love Me Love)」
- シェイラ「リトル・ダーリン (Little Darlin')」 (1981)
- シェイラ「Put it in writing」 (1981)
- AC/DC「プレイボール (Play Ball)」 (2014)
- AC/DC「ロック・オア・バスト (Rock or Bust)」 (2014)
- AC/DC「ロック・ザ・ブルーズ・アウェイ (Rock the Blues Away)」 (2015)

### 長編ビデオ作品
- ブロンディ『Eat to the Beat』 (1980)
- ジェスロ・タル『Slipstream』 (1981) - 撮影は1980年
- エイジア『Asia in Asia』 (1984) - 撮影は1983年
- デヴィッド・ボウイ『Serious Moonlight』 (1984/2006) - 撮影は1983年
- ラッシュ『Grace Under Pressure Live』 (1986/2006) - 撮影は1984年
- ティナ・ターナー『Break Every Rule』 (1986) - ライブ
- ティナ・ターナー『Nice N Rough』 (1982) - ライブ
- ティナ・ターナー『Wildest Dreams Live in Amsterdam』 (1996) - ライブ
- ティナ・ターナー『Tina Live!』 (2009) - ライブ
- デヴィッド・ボウイ『Glass Spider』 (1988/2007) - 撮影は1987年
- マドンナ『Blond Ambition World Tour Live』 (1990)
- INXS『Live Baby Live』 (1991)
- AC/DC『Live at Donington』 (1992/2003/2007) - 撮影は1991年
- イレイジャー『The Tank, the Swan and the Balloon』 (1993) - 撮影は1992年
- クイーン『The Freddie Mercury Tribute Concert (1993/2002) - 撮影は1992年
- U2『Zoo TV: Live from Sydney』 (1994/2006) - 撮影は1993年
- ピンク・フロイド『Pulse』 (1995/2006) - 撮影は1994年
- ローリング・ストーンズ『Voodoo Lounge (1995) - 撮影は1994年
- AC/DC『No Bull (1996/2008) - 撮影は1996年
- サラ・ブライトマン『Sarah Brightman: In Concert』 (1997)
- U2『PopMart: Live from Mexico City』 (1998/2007) - 撮影は1997年
- フィル・コリンズ『Live and Loose in Paris』 (1998) - 撮影は1997年
- シルク・ドゥ・ソレイユ『キダム (Quidam)』 (1999)
- ルイス・ミゲル『Vivo』 (2000)
- サラ・ブライトマン『La Luna Live in Concert』 (2000) - 撮影は2000年
- シルク・ドゥ・ソレイユ『ドラリオン (Dralion)』 (2001)
- デヴィッド・ギルモア『David Gilmour in Concert』 (2002)
- サラ・ブライトマン『The Harem World Tour Live From Las Vegas』 (2004) - 撮影は2004年
- ロッド・スチュワート『One Night Only! Rod Stewart Live at Royal Albert Hall』 (2004)
- クイーン+ポール・ロジャース『Return of the Champions』 (2005)
- シルク・ドゥ・ソレイユ『La Nouba』 (2005)
- デヴィッド・ギルモア『Remember That Night』 (2007) - 撮影は2006年
- マイケル・フラットレー『Lord of the Dance (2007) - 撮影は1996年
- エルトン・ジョン『Elton 60 - Live at Madison Square Garden』 (2007) - 撮影は2007年
- ジェネシス『When in Rome 2007』 (2008) - 撮影は2007年
- マイケル・フラットレー『Feet of Flames』 (2007) - 撮影は1998年
- クイーン+ポール・ロジャース『Live in Ukraine』 (2009) - 撮影は2008年
- シェール『Do You Believe? Tour』 (1999) - 撮影は1999年
- シェール『The Farewell Tour』 (2003) - 撮影は2002年
- バリー・マニロウ『Music and Passion』
- マイケル・フラットレー『Celtic Tiger Live』 (2007) - 撮影は2005年
- シルク・ドゥ・ソレイユ『Delirium』 (2008)
- AC/DC『Live at River Plate』 (Black Ice Tour) (2011) - 撮影は2009年